# 10092 Сасакі
10092 Сасакі (10092 Sasaki) — астероїд головного поясу, відкритий 15 листопада 1990 року.
Тіссеранів параметр щодо Юпітера — 3,503.
Названо на честь Сасакі (яп. ささき(佐々木) сасакі).